# Percopsis transmontana
Percopsis transmontana is een straalvinnige vissensoort uit de familie van de baarszalmen (Percopsidae). De wetenschappelijke naam van de soort is voor het eerst geldig gepubliceerd in 1892 door Eigenmann & Eigenmann.